# Borsa İstanbul
De Borsa İstanbul (afgekort BİST) is de enige effectenhandel van Turkije. In deze beurs, opgericht op 5 april 2013, zijn verenigd Istanboels voormalige effectenbeurs (İstanbul Menkul Kıymetler Borsası, İMKB) en goudbeurs (İstanbul Altın Borsası) en de Turkse beurs voor derivaten (Vadeli İşlem Opsiyon Borsası).
De Borsa İstanbul ligt in het stadsdeel Sarıyer, aan de Europese zijde van Istanboel. Het symbool van de beurs is de tulp.

## Geschiedenis
Op 26 december 1985 opende in Istanboel de effectenbeurs İMKB, zestig jaar nadat aan de 19e-eeuwse aandelenbeurs, nog daterend uit het Ottomaanse Rijk, door uiteenlopende ontwikkelingen een eind was gekomen. Op 5 april 2013 werd de İMKB omgedoopt in Borsa İstanbul, waarbij de handel in aandelen en goud onder één dak kwam.
De Turkse regering is voor 49% aandeelhouder, de İMKB voor 41%. In 2013 waren er echter plannen dat de Turkse regering al haar aandelen zou verkopen.

## Indices
- BIST 30
- BIST 50
- BIST 100